# Мишон Бенд (Тексас)
Мишон Бенд (енгл. Mission Bend) насељено је место без административног статуса у америчкој савезној држави Тексас.

## Демографија
По попису из 2010. године број становника је 36.501, што је 5.67 (18,4%) становника више него 2000. године.
| Група             | 2000.         | 2010.          |
| Белци             | 9.806 (31,8%) | 4.975 (13,6%)  |
| Афроамериканци    | 6.628 (21,5%) | 10.852 (29,7%) |
| Азијати           | 5.229 (17,0%) | 5.568 (15,3%)  |
| Хиспаноамериканци | 8.343 (27,1%) | 14.718 (40,3%) |
| Укупно            | 30.831        | 36.501         |